# 劳西茨地区诺伊基希
劳西茨地区诺伊基希（德語：Neukirch/Lausitz），简称诺伊基希（德語：Neukirch，發音：[ˈnɔʏkɪʁç]，發音：[ˈwʲazɔnʲtsa]）是德国萨克森州包岑县的市镇，面积21.3平方千米，2023年12月31日人口为4,756人。